# Soira
Soira – szczyt położony w centralnej Erytrei. Soira znajduje się niedaleko wybrzeża Morza Czerwonego, na krawędzi Wyżyny Erytrejskiej. Jest najwyższym szczytem Erytrei. Według różnych źródeł Soira mierzy 3013 m lub 3018 m n.p.m.